# 권위주의
권위주의(Authoritarianism)는 권위를 갖는 것이나 권위 그 자체에 의혹을 갖거나 혹은 반항하는 것은 모독이며 죄악이라고 하는 사고방식 또는 행동양식을 말한다. 또는, 어떤 일을 권위에 맹목적으로 의지하여 해결하려고 하는 행동 양식이나 사상, 자신보다 상위의 권위에는 강압적으로 따르는 반면, 하위의 것에 대해서는 오만, 거만하게 행동하려는 심리적 태도나 사상이라고도 한다.
전근대 사회에서의 가부장제·신정 정치 등이나 나치 체제, 독재정권 등이 권위주의의 한 형태이다. 파시즘, 나치즘 등과 통하는 의미로도 활용된다.

## 같이 보기
- 반민주주의
- 프롤레타리아 독재
- 전제군주제
- 군부 독재
- 일당제
- 전제 정치
- 중앙 집권
- 인터넷 검열

### 틀
- 틀:권위주의적 지배
- 틀:파시즘 하단
- 틀:사회와 정치 철학
- 틀:동조

## 참고 자료
- 이 문서에는 다음커뮤니케이션(현 카카오)에서 GFDL 또는 CC-SA 라이선스로 배포한 글로벌 세계대백과사전의 내용을 기초로 작성된 글이 포함되어 있습니다.